# Lilian Sukis
Lilian Sukis (* 29. Juni 1939 in Kaunas) ist eine litauische Opernsängerin (Sopran) und Gesangspädagogin.

## Leben
Lilian Sukis wurde in Litauens zweitgrößter Stadt Kaunas als Tochter einer Hochschullehrerin und eines Offiziers geboren. Während des Zweiten Weltkriegs wanderte sie mit ihrer Mutter von Litauen nach Deutschland und 1950 weiter nach Kanada aus. Dort ließ sich die Familie in Hamilton, Ontario nieder.
Nach ihrem Schulabschluss studierte Lilian Sukis an der McMaster University in Hamilton deutsche und französische Literatur sowie Gesang und Klavier. Das musikalische Studium setzte sie an der University of Toronto fort. Dort studierte sie unter anderem bei Irene Jessner. 1965 schloss sie ihr Studium als Jahrgangsbeste ab.
In der Folgezeit sang sie unter anderem in Stratford und Chicago, bevor sie 1966 von der Metropolitan Opera engagiert wurde. 1969 wechselte sie an die Bayerische Staatsoper nach München. Gastspiele gab sie an verschiedenen Opernhäusern weltweit.
1972 gab Lilian Sukis in Wolfgang Glücks Verfilmung des Grafen von Luxemburg die Angele Didier.
Im Februar 1981 wurde ihr der Titel einer Kammersängerin verliehen. 1985 wurde sie als Professorin an die Grazer Universität für Musik und darstellende Kunst berufen. Seit 1995 ist sie Professorin für Gesang am Mozarteum in Salzburg. Zu ihren Schülern gehören Christiane Kohl und Wolfgang Nöth. Darüber hinaus ist bzw. war sie bei verschiedenen Wettbewerben (u. a. Jugend musiziert) Jurymitglied. Auf der Bühne ist Lilian Sukis seit 1990 nur noch selten zu sehen.